# Колобус Кирка
Колобус Кирка (лат. Piliocolobus kirkii) — один из видов красных колобусов.
Вид является эндемиком Унгуджи — главного острова Занзибарского архипелага. Большинство обезьян обитают в джунглях Джозани-Чвака-Бэй, единственного на Занзибаре национального парка. Численность вида оценивается в 2—3 тысячи голов. В 1974 году несколько обезьян были переселены на соседний остров Пемба в заповедник Нгези, где сегодня их численность оценивается до 30 особей. Обезьяны живут группами, среди взрослых самцов примерно в два раза меньше чем самок.
Одна из главных причин небольшой популяции колобусов Кирка — вырубка лесов под сельхозугодья и рост численности населения Занзибара, второй причиной является длительный период полового созревания приматов этого вида. Никакой другой вид колобусов не имеет столь продолжительного инфантильного периода. Мать может вскармливать молоком ребёнка до 4 лет, что приводит к гормональным сдвигам у кормящей самки, и она на протяжении всего этого времени не может забеременеть повторно. Из-за этого интервалы между родами у колобуса Кирка в среднем составляют 3,5 года, — почти вдвое больше, чем у всех остальных видов рода.
Окрас спины оранжевый или красноватый. Вдоль рук и плеч — чёрная полоса. Лицо — чёрное. Основной окрас — светло-серый с сединой. Половой диморфизм развит слабо. Самцы немного крупнее, весят около 12 кг и более, самки — 8—10 кг, раскрас у обеих полов одинаковый. Образ жизни — дневной. Питаются колобусы побегами, семенами, незрелыми плодами, молодыми листьями. Крайне редко употребляют спелые фрукты из-за того, что их желудок практически не переваривает сахара.